# Réseau Kléber
Le Service de Renseignements Kléber , Flore Venus , créé en 1942 par le Général de Gaulle en territoire français occupé par  l’Allemagne nazie est composé d’un service action et de renseignements  . Ce service français gaulliste donna naissance à l’actuelle Direction Générale de la Sécurité Extérieure, DGSE . Sa dénomination première est SSDN, les services spéciaux de La Défense Nationale de De Gaulle.       